# アルテミス・ファウルシリーズ
アルテミス・ファウルシリーズ(Artemis Fowl Series)は、アイルランドのオーエン・コルファーによる児童文学小説のシリーズである。現代のアイルランドを舞台として天才少年アルテミス・ファウルと妖精たちの戦いを描くSF・ファンタジー。

## あらすじ
第1巻『アルテミス・ファウル 妖精の身代金』
アルテミス・ファウルは、伝説的な犯罪一家に育った天才少年。ベトナムのホーチミン市にいた妖精の「ブック」を解読し、妖精の黄金を手に入れようと画策する。
第2巻『アルテミス・ファウル 北極の事件簿』
アルテミス・ファウルは行方不明になった父親を救うために妖精と手を組む。そのころ地下ではゴブリンによる大反乱が起きていた。
第3巻『アルテミス・ファウル 永遠の暗号』
アルテミス・ファウルが妖精の技術を駆使して作ったスーパーコンピューター「Cキューブ」が奪われてしまう。ファウルは妖精たちと協力し、「Cキューブ」を取り戻すべく尽力する。
第4巻『アルテミス・ファウル オパールの策略』
記憶を失くしたアルテミス・ファウルとバトラーはミュンヘンにある妖精の絵を探していた。その一方地下ではオパール・コボイがとんでもない復讐を試みていた。

## 主な登場人物

### 人間
アルテミス・ファウル2世(Artemis Fowl the Second)
主人公の天才少年。毎日パソコンの前で過ごしていたため青白く、吸血鬼のような色つやのない肌をしている。
バトラー(Domovoi Butler)
アルテミス・ファウルの従者。身長2mのユーラシア系の男。通称バトラー。40歳くらい。
ジュリエット(Juliet Butler)
バトラーの妹。三巻の時点で18歳。
アンジェリーン・ファウル(Angeline Fowl)
アルテミス・ファウル2世の実母。夫を亡くしたショックで心を病んでいる。

### 妖精
ホリー・ショート(Holly Short)
エルフ(小妖精)。LEPレコン初の女性隊員。
ジュリアス・ルート(Julius Root)
LEPレコンの司令官。赤ら顔で腹が出ている。健康に悪いキノコの煙草を吸う。
フォーリー(Foaly)
被害妄想狂のケンタウロス(半人半馬)。LEPレコンの天才技術者。理解されない天才という役を演じている。
カジョン
回復隊隊長、補佐官。
トラブル・ケルプ(Trouble Kelp)
回復隊の隊員。大尉。
マルチ・ディガムズ(Mulch Diggums)
窃盗魔のドワーフ。

## 用語
ピープル
地底に住む妖精。人間を遥かに凌ぐ科学技術を持ち、地底に都市を作り人間から隠れながら生活している。治療術、催眠術、遮蔽術などの魔法を使えるが、魔法力を消費するため定期的に<儀式>を行って回復しなければならない。
地底警察(LEP)
妖精社会における警察組織。交通隊、偵察隊、回復隊などが所属する。
地底警察偵察隊(LEPレコン)
地底警察の精鋭部隊。原子力銃、飛行用の翼などの装備を持ち、地上の偵察を行う。レプラコーンという妖精の名前の起源。
マッド・ピープル
妖精の言葉で人間のこと。
妖精の書(フェアリー・ブック)
妖精の言葉で書かれた本。妖精にとっての聖書であり、妖精の歴史と暮らしの基準となる戒律がつづられている。

### 妖精種族
エルフ
ノーム
ゴブリン
ドワーフ
ケンタウロス
トロール
デーモン

## 作品リスト
大久保寛・訳 角川書店
- 第1巻『アルテミス・ファウル 妖精の身代金』(Artemis Fowl)
- 第2巻『アルテミス・ファウル 北極の事件簿』(Artemis Fowl: The Arctic Incident)
- 第3巻『アルテミス・ファウル 永遠の暗号』(Artemis Fowl: The Eternity Code)
- 第4巻『アルテミス・ファウル オパールの策略』(Artemis Fowl: The Opal Deception)
- 第5巻『アルテミス・ファウル 失われし島』(Artemis Fowl: The Lost Colony )

### 日本語訳版未出版
- 第6巻『Artemis Fowl: The Time Paradox』
- 第7巻『Artemis Fowl: The Atlantis Complex』
- 第8巻『Artemis Fowl: The Last Guardian』
- 外伝『Artemis Fowl: The Seventh Dwarf』
- 外伝『Artemis Fowl: The Graphic Novel』
- 外伝『The Artemis Fowl Files』

## 映画化
- 『アルテミスと妖精の身代金』（2019年）